# Liste der Bürgermeistereien im Regierungsbezirk Düsseldorf
Die Liste der Bürgermeistereien im Regierungsbezirk Düsseldorf enthält, nach Kreisen geordnet, alle Bürgermeistereien, die zwischen 1815 und 1927 im preußischen Regierungsbezirk Düsseldorf bestanden.

## Geschichte
Die 1815 eingerichteten Regierungsbezirke Düsseldorf und Kleve setzten sich aus Gebieten zusammen, die bis Ende 1813 entweder unter direkter französischer Herrschaft standen oder zum französischen Satellitenstaat Großherzogtum Berg gehörten. In diesen Gebieten waren mit Départements, Arrondissements, Kantonen und Mairien (Bürgermeistereien) Verwaltungsstrukturen nach französischem Muster eingeführt worden. Nachdem diese Gebiete beim Wiener Kongress endgültig an Preußen gefallen waren, wurden sie in neue Provinzen, Regierungsbezirke und Kreise gegliedert. Die untere Verwaltungsebene wurde jedoch aus der Franzosenzeit unverändert übernommen, so dass aus den Mairien nun preußische Bürgermeistereien wurden. 
Größere Änderungen der Verwaltungsstrukturen ereigneten sich zunächst am Ende der 1850er Jahre, als in zahlreichen Städten die Rheinische Städteordnung eingeführt wurde und viele der betroffenen Bürgermeistereien in eine Stadt- und eine Landbürgermeisterei aufgespalten wurden. Eine zweite Welle von Veränderungen begann in den 1870er Jahren im westlichen Ruhrgebiet, wo aufgrund des starken Bevölkerungswachstums zahlreiche neue Bürgermeistereien eingerichtet wurden. Die Geschichte der rheinischen Bürgermeistereien endete im Dezember 1927, als die Bezeichnung aller Landbürgermeistereien in „Amt“ geändert wurde. Ämter bestanden im Regierungsbezirk Düsseldorf noch bis in die 1970er Jahre fort, als sie im Rahmen der nordrhein-westfälischen Gebietsreformen abgeschafft wurden.

## Liste der Bürgermeistereien
Bei Bürgermeistereien, die nicht während der ganzen Zeit von 1815 bis 1927 bestanden, ist der Zeitraum ihres Bestehens angegeben.

### Dinslaken
| - Dinslaken - Dinslaken-Land (1857–1905) - Gahlen | - Götterswickerhamm - Hiesfeld (1905–1917) - Walsum (1905–1927) |

### Duisburg,Mülheim an der RuhrundRuhrort
| - Alstaden (1904–1910) - Beeck (1886–1904) - Broich (1878–1904) - Duisburg (1815–1873, dann Stadtkreis) - Duisburg-Land (1857–1902) - Dümpten (1904–1910) - Hamborn (1900–1911, dann Stadtkreis) - Heißen (1878–1910) - Holten (1815–1886 und 1913–1917) | - Meiderich (1874–1905) - Mülheim a. d. Ruhr (1815–1901, dann Stadtkreis) - Mülheim a. d. Ruhr-Land (1846–1878) - Oberhausen (1862–1904, dann Stadtkreis) - Ruhrort (1815–1905) - Ruhrort-Land (1857–1874) - Sterkrade (1886–1913, dann Stadtkreis) - Styrum (1878–1904) |

### Düsseldorf
| - Angermund - Benrath - Düsseldorf (1820–1872, sonst Stadtkreis) - Eckamp - Eller (1895–1909) - Erkrath (1898–1927) - Gerresheim (1815–1909) - Gerresheim-Land (1857–1905) - Hilden | - Hilden-Land (1861–1895) - Hubbelrath - Kaiserswerth - Kaiserswerth-Land (1858–1927) - Ludenberg (1905–1910) - Mintard - Rath (1899–1909) - Ratingen |

### Essen
| - Altendorf (1874–1901) - Altenessen (1815–1915) - Borbeck (1815–1915) - Bredeney (1902–1915) - Essen (1815–1873, dann Stadtkreis) - Heisingen (1910–1927) - Karnap (1915–1927) - Kettwig - Kettwig-Land (1857–1927) - Kray-Leithe (1906–1927) - Kupferdreh (1896–1927) | - Menden (1910–1920) - Rellinghausen (1876–1910) - Rotthausen (1906–1923) - Rüttenscheid (1900–1905) - Steele - Steele-Land (1857–1894) - Stoppenberg (1873–1927) - Überruhr (1894–1927) - Werden - Werden-Land (1857–1927) |

### Geldern
| - Aldekerk - Geldern - Hinsbeck - Issum - Kapellen - Kervenheim - Kevelaer - Leuth | - Nieukerk - Pont - Sevelen - Straelen - Wachtendonk - Walbeck - Wankum - Weeze |

### Gladbach
| - Dahlen (1815–1921) - München-Gladbach (1815–1888, dann Stadtkreis) - München-Gladbach-Land (1859–1921) - Hardt (1836–1927) - Kleinenbroich - Korschenbroich - Liedberg - Neersen - Neuwerk (1836–1921) | - Obergeburth (1815–1836) - Oberniedergeburth (1815–1836) - Odenkirchen - Rheydt (1815–1907, dann Stadtkreis) - Schelsen - Schiefbahn - Unterniedergeburth (1815–1836) - Viersen |

### Grevenbroich
| - Bedburdyck - Elsen - Evinghoven - Frimmersdorf - Garzweiler - Grevenbroich - Gustorf - Hemmerden | - Hülchrath - Jüchen - Kelzenberg - Neukirchen - Wanlo - Wevelinghoven - Wickrath |

### Kempen
| - Amern St. Anton - Amern St. Georg - Boisheim - Bracht - Breyell - Brüggen - Burgwaldniel - Dülken - Dülken-Land (1857–1927) - Grefrath - Hüls | - Kaldenkirchen - Kempen - Kirspelwaldniel - Lobberich - Oedt - Schmalbroich (1859–1927) - St. Hubert - St. Tönis - Süchteln - Tönisberg - Vorst |

### Kleve
| - Appeldorn - Asperden - Goch - Grieth - Griethausen - Kalkar - Keeken - Keppeln | - Kessel - Kleve - Kranenburg - Materborn - Niel - Pfalzdorf - Till - Uedem |

### Krefeld
| - Anrath1) - Bockum (1815–1907) - Fischeln - Friemersheim (1815–1857) - Krefeld (1815–1872, dann Stadtkreis) - Langst (1815–1841) - Lank | - Linn - Strümp (1815–1841) - Osterath - Traar (1907–1927) - Uerdingen - Willich |

1) bis 1840 „Kleinkempen“

### Lennep
| - Burg - Dabringhausen - Fünfzehnhöfe (1873–1906) - Hückeswagen - Neuhückeswagen1) (1859–1920) - Lennep | - Lüttringhausen - Radevormwald - Remscheid (1815–1888, dann Stadtkreis) - Ronsdorf - Wermelskirchen |

1) bis ca. 1890 „Hückeswagen-Land“

### MettmannundElberfeld
| - Barmen (1815–1861, dann Stadtkreis) - Elberfeld (1815–1861, dann Stadtkreis) - Gruiten (1894–1927) - Haan - Hardenberg - Heiligenhaus (1897–1927) - Kronenberg | - Langenberg (1859–1927) - Mettmann - Sonnborn (1868–1888) - Velbert - Vohwinkel (1888–1927) - Wülfrath |

### Moers
| - Alpen - Baerl - Budberg - Büderich - Friemersheim (1857–1923) - Hochemmerich (1815–1923) - Hoerstgen - Homberg - Kamp - Kapellen - Labbeck - Marienbaum - Moers - Moers-Land (1857–1906) - Neukirchen | - Orsoy - Orsoy-Land (1859–1927) - Ossenberg - Repelen - Rheinberg - Rheinberg-Land (1858–1927) - Rheinhausen (1923–1927) - Rheurdt - Schaephuysen - Sonsbeck - Veen - Vierquartieren - Vluyn - Wardt - Xanten |

### Neuß
| - Büderich - Büttgen - Dormagen - Glehn - Grefrath - Grimlinghausen - Heerdt (1815–1909) - Holzheim | - Kaarst - Nettesheim - Neuß (1815–1913, dann Stadtkreis) - Nievenheim - Norf - Rommerskirchen - Zons |

### Rees
| - Elten - Emmerich - Emmerich-Land (1857–1927) - Haldern - Isselburg - Millingen (1858–1927) - Obrighoven (1848–1927) | - Rees - Rees-Land (1857–1927) - Ringenberg - Schermbeck - Vrasselt - Wesel |

### SolingenundOpladen
| - Bergisch Neukirchen (1857–1927) - Burscheid - Dorp (1815–1889) - Gräfrath - Hitdorf (1857–1927) - Höhscheid - Küppersteg (1889–1920) - Leichlingen - Merscheid (ab 1891 Ohligs) - Monheim | - Opladen - Opladen-Land (1858–1889) - Rheindorf (1897–1927) - Richrath - Schlebusch - Solingen (1815–1896, dann Stadtkreis) - Wald - Wiesdorf (1920–1927) - Witzhelden (1851–1927) |